# Sisyrnodytes luscinius
Sisyrnodytes luscinius är en tvåvingeart som först beskrevs av Walker 1849.  Sisyrnodytes luscinius ingår i släktet Sisyrnodytes och familjen rovflugor. Inga underarter finns listade i Catalogue of Life.